# Duane (Familienname)
Duane ist ein vom gleichlautenden Vornamen abgeleiteter Familienname. Zur Bedeutung siehe Duane (Vorname).

## Namensträger
- Carl Duane (1902–1984), US-amerikanischer Boxer
- Diane Duane (* 1952), amerikanische Schriftstellerin
- James Duane (1733–1797), US-amerikanischer Jurist
- James Chatham Duane, (1824–1897), US-amerikanischer Brigadegeneral
- William Duane (Journalist) (1760–1835), irisch-US-amerikanischer Journalist
- William Duane (Physiker) (1872–1935), US-amerikanischer Physiker
- William J. Duane (1780–1865), US-amerikanischer Politiker und Finanzminister